# Los chicos del maíz (película de 2020)
Children of the Corn (Los chicos del maíz, en español) es una película de terror sobrenatural estadounidense de 2020 escrita y dirigida por Kurt Wimmer. Está protagonizada por Elena Kampouris, Kate Moyer, Callan Mulvey y Bruce Spence. La película es la tercera adaptación del cuento de Stephen King «Children of the corn» (1977) y la undécima entrega de la serie Los niños del maíz. Es la primera película basada en la historia de King que se estrena en cines desde Children of the Corn II: The Final Sacrifice (1992).

## Argumento
La película está ambientada en Rylstone, Nebraska, una pequeña comunidad agrícola cuyo principal cultivo, el maíz, está fracasando a pesar de los intentos de arreglar la situación con OGM's y herbicidas. Las personas aceptan destruir sus cultivos para poder recibir un subsidio del gobierno, lo que enfurece a Eden, una huérfana criada por el predicador de la ciudad. Una de las chicas locales, Bo, planea con sus amigos realizar un juicio simulado esa noche en el que responsabilizarán a la gente. Solicitan la ayuda de Eden, pero se horrorizan cuando Eden encarcela y masacra a varias personas. Luego, los individuos restantes son obligados a entrar en los cultivos de maíz como sacrificio a una monstruosa entidad verde llamada "El que camina", mientras Eden despotrica sobre cómo erradicarán a todos los humanos del mundo.
Bo queda inconsciente; cuando despierta descubre que pretenden sacrificarla a ella también. Ella logra escapar, pero pronto es recapturada por Eden, quien tiene la intención de matarla con una pistola para ganado. Bo le pide fumar un cigarrillo como último deseo, sin embargo, la mujer usa el encendedor para prender fuego al maíz altamente inflamable. Esto mata con éxito a "El que camina". Eden, viendo que su plan ha fracasado, se adentra en los cultivos de maíz para arder junto con estos. Al día siguiente, Bo regresa a los campos para inspeccionar los daños, donde es devorada por Eden, quien se ha transformado en un monstruo parecido a "El que camina".

## Reparto
- Elena Kampouris como Bolena Williams
- Kate Moyer como Eden Edwards
- Callan Mulvey como Robert Williams
- Bruce Spence como pastor Penny
- Stephen Hunter como Calvin Colvington
- Erika Heynatz como June Willis
- Anna Samson como Sheila Boyce
- Sisi Stringer como Tanika
- Andrew S. Gilbert como el sheriff Gebler
- Joe Klocek como Calder Colvington
- Alyla Browne como Angela Pratt
- Orlando Schwerdt como Cal Colvington
- Brian Meegan como Wilfred Pitt

## Producción
En 2020, se anunció que el proyecto sería una nueva versión de Children of the Corn. El productor, Lucas Foster, explicó más tarde que iba a ser una nueva adaptación de la historia de King que "casi no tenía nada que ver" con la película de 1984.
La fotografía principal comenzó en Nueva Gales del Sur en abril de 2020, al comienzo de la pandemia de COVID-19, y concluyó en junio. Los efectos visuales fueron producidos por Digital Domain, quien también fue productor ejecutivo.

## Lanzamiento
Children of the Corn tuvo una premier en Sarasota, Florida, el 23 de octubre de 2020. Originalmente, la película estaba programada para estrenarse en cines en el otoño de 2022, pero se retrasó. En enero de 2023, RLJE Films y el servicio de transmisión Shudder adquirieron los derechos de distribución. 
La película se estrenó finalmente en los cines el 3 de marzo de 2023 y se estrenó por demanda el 21 de marzo de 2023.  También se lanzó en Blu-ray y DVD el 9 de mayo de 2023. La película se estrenó en Shudder el 30 de junio. 